# Kat Torres
 (décembre 2024).
Katiuscia Torres Soares, connue sous le nom de Kat Torres, est une criminelle, ancienne mannequin brésilienne et influenceuse des médias sociaux. Sur son compte Instagram, elle faisait essentiellement du coaching de vie.
En 2013, elle a prétendu à Extra sortir avec Leonardo DiCaprio, alors qu'ils ne se sont vus qu'une fois à Cannes.
Elle est l'égérie de 138 Water, une marque d'eau minérale.
En juillet 2024, Torres a été reconnue coupable de traite humaine à la suite d'une enquête du FBI sur la disparition de deux femmes venues du Brésil et vivant avec Torres. Elle a été condamnée à 8 ans de prison,,,.